# تشاغلار أرطغرل
تشاغلار أرطغرل (بالتركية: Çağlar Ertuğrul) هو ممثل تركي (ولد بتاريخ 5 نوفمبر 1987 في إزمير).

## أعماله
مثل في عدة أعمال ومسلسلات منها الجبل والجبل 2 وفضيلة وبناتها.ومسلسل العشق الفاخر 2019  , والمنظمة  2021 والمحتال 2024.

## وصلات خارجية
- تشاغلار أرطغرل على موقع IMDb (الإنجليزية)
- تشاغلار أرطغرل على موقع قاعدة بيانات الفيلم (الإنجليزية)
- تشاغلار أرطغرل على موقع كينوبويسك (الروسية)